# Джекі Коллінз
Джеклін Джилл Коллінз (англ. Jacqueline Jill Collins; 4 жовтня 1937, Лондон — 19 вересня 2015), більш відома як Джекі Коллінз (англ. Jackie Collins) — британська письменниця-романістка. Авторка 29 романів, які з'явилися в списку бестселерів The New York Times. Загалом, її книги були продані тиражем понад 500 мільйонів примірників і перекладені 40 мовами. Вісім її романів були адаптовані для екрану у вигляді фільмів чи телевізійного міні-серіалу. Вона є молодшою сестрою акторки Джоан Коллінз.

## Раннє життя
Коллінз народилася в Лондоні в 1937 році молодшою дочкою Ельзи Бессант, вчительки танців, і театрального агента Джозефа Вільяма Колінза (помер у 1988), клієнтами якого були Ширлі Бесі, Бітлз і Том Джонс. Крім Джекі в сім'ї є старша дочка, відома акторка Джоан Колінз (р. 1933), і молодший син Білл Коллінз (р. 1946). Батько Джекі був вихідцем з ПАР і сповідував юдаїзм, а її мати була громадянкою Великої Британії та належала до англіканської церкви.
У 15 років Джекі виключили зі школи. Разом зі старшою сестрою вона вирушила до Голлівуду. У цей період у неї стався короткий, але бурхливий роман з молодим актором Марлоном Брандо, якому на той час було 29 років. Як і сестра, Коллінз почала зніматися в кіно в 1950-х. Вона знялася у міні-серіалах телеканалу ITC Entertainment «Секретний агент» (англ. Danger Man) і «Святий» (англ. The Saint), перш ніж відмовитися від акторської кар'єри. З тих пір вона зіграла саму себе в кількох телесеріалах.

## Письменницька кар'єра
Перший роман Джекі Колінз «Світ сповнений одружених чоловіків» (англ. The World Is Full of Married Men) був опублікований у 1968 році. Відома письменниця і автор любовних романів Барбара Картленд «охарактеризувала» роман як «противний, брудний і огидний». Роман через відверті сцени був заборонений в Австралії та Південній Африці. Однак скандал навколо книги допоміг Джекі збільшити продажі в США і Великої Британії. Другий роман, «The Stud», був опублікований в 1969 році та увійшов в списки бестселерів. У 1971 році вийшов третій роман Джекі Колінз — «Голлівудський зоопарк», так само став бестселером.
У 1974 році вийшов роман «Коханки-вбивці», який став першим романом письменниці про світ організованої злочинності — це жанр, який пізніше буде дуже вдалим для неї.
У 1978 році Коллінз спільно написала сценарій для екранізації її роману «The Stud», у головній ролі знімалася її сестра Джоан. Після вдалого першого досвіду Колінз написала ще кілька сценаріїв за своїми книгам.
У 1980-х роках Колінз і її сім'я переїхали в Лос-Анджелес на постійне проживання. В її наступному романі «Шанси», опублікованому в 1981 році, вперше з'являється Лакі Сантанжело, «небезпечно красива» дочка гангстера Джино Сантанжело. Роман «Голлівудські дружини» (1983) потрапив на перше місце в списку бестселерів The New York Times і розійшовся по всьому світу тиражем в 15 мільйонів екземплярів.

## Сім'я
У 1959 році Джекі одружилася з Волесом Остіном. Після чотирьох з половиною років шлюбу вони розлучилися. Від цього шлюбу у Джекі є дочка Трейсі (нар. 1961). У 1966 році Колінз пошлюбила власника нічного клубу Оскара Лермана. У Колінз і Лермана три дочки: Трейсі Лерман (удочерена Лерманом дочка Джекі від першого шлюбу), Тіфані Лерман (нар. 1967) і Рорі Лерман (нар. 1969). Оскар Лерман помер у 1992 році від раку. Приблизно в цей же час Коллінз написала і підготувала ще одну серію романів «Леді Бос». У 1994 році Колінз побралася з Френком Калканіні (англ. Frank Calcagnini). Він помер в 1998 році від пухлини мозку.